# Nabū-kudurrī-uṣur II.

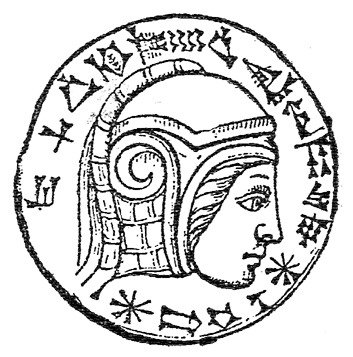
Inschrift, die Nebukadnezar II. beschreibt, auf einem Onyx-Stein-Auge einer Marduk-Statue.

Nabū-kudurrī-uṣur II. oder Nebukadnezar II. (teils auch Nebukadnezzar; sumerisch AG.NIG.DU-URU und PA.NIG.DU-PAP, spätbabylonisch Nabium-Kudurru-usur, aramäisch nbwkdsr „Nebukadser“, Altes Testament נְבוּכַדְרֶאצַּר [nəvūxadrɛt͡st͡sar] oder נְבוּכַדְנֶאצַּר [nəvūxadnɛt͡st͡sar], altgriechisch Ναβουχοδονόσωρ Nabouchodonósôr, lateinisch Nabuchodonosor, klassisch-arabisch بُخْت نَصَّر, DMG Buḫt Naṣṣar, modern-arabisch نبوخذنصر, DMG nibūḫaḏniṣṣar; * um 640 v. Chr.; † 562 v. Chr.) war von 605 bis 562 v. Chr. neubabylonischer König.
Nebukadnezars Name war offenbar programmatisch am Vorfahren Nebukadnezar I. orientiert und bedeutet „Der Gott Nabū schütze meinen ersten Sohn“. Die erste Anordnung als König stammt vom 7. September aus seinem Akzessionsjahr 605 v. Chr. Sein erstes Regierungsjahr begann 604 v. Chr. am 1. Nisannu. In seinem 43. Regierungsjahr ist für den 26. Ululu (8. Oktober 562 v. Chr.) in Uruk letztmals ein Dokument mit seinem Namen datiert. Nebukadnezars Sohn Amēl-Marduk folgte ihm auf den Thron.

## Familie
Nebukadnezar war Sohn des Nabopolassar. Die Angabe von Berossos, dass Nebukadnezar Amytis, Tochter des Mederkönigs Astyages, heiratete, ist in keilschriftlichen Quellen nicht bezeugt. Nebukadnezar hatte mindestens zwei Brüder, Nabū-šum-lišir sowie Nabū-zer-ušabši. Als Söhne sind Amēl-Marduk (Nabū-šuma-ukîn), Eanna-šar-usur, Marduk-šum-usur, Marduk-nadin-aḫi, Mušezib-Marduk, Marduk-nadin-šumi und Nabonid belegt, wobei letztgenannter Sohn nicht mit dem späteren König Nabonid identisch ist.
Die biblischen Angaben in Dan 5,2.11.18.22 , dass Bel-šarru-uṣur (Belšazar) ein Sohn Nebukadnezars sei, widersprechen scheinbar den Nabonid-Chroniken, wonach Bel-šarru-uṣur der Sohn des späteren Königs Nabonid war. „Sohn“ bedeutet in den biblischen Sprachen „männlicher Nachfahre“, schließt also Enkel und so weiter ein. Ebenso erklärt sich die biblische Bezeichnung „Nebukadnezar, Vater des Belšazar“ aus der semitischen Sprachgewohnheit, auch Vorväter als Väter zu bezeichnen. So wird der Ausdruck „Sohn Davids“ auch für einen entfernten Nachkommen Davids genutzt.
Nebukadnezars Tochter Kaššaia heiratete Nergal-šarra-uṣur.

## Leben

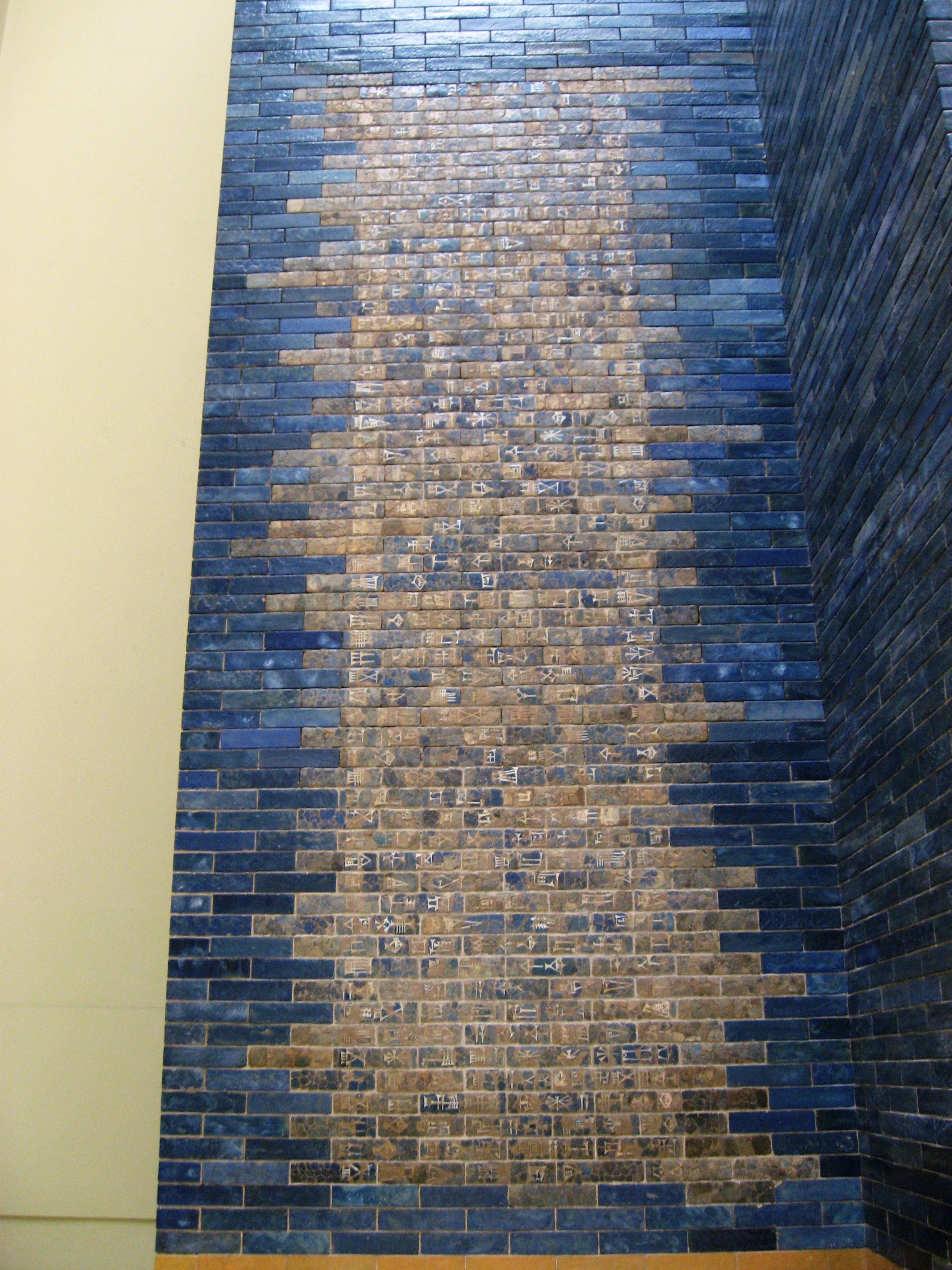
Bauinschrift von Nebukadnezar am Ischtar-Tor, die die Errichtung preist

Nebukadnezar wurde von seinem Vater bereits ab 620 v. Chr. mit politischen Aufgaben und der Heerführung betraut. In den Königsinschriften wird seine umfangreiche Bautätigkeit nach seiner offiziellen Thronbesteigung hervorgehoben. So ließ er Zikkurate, Paläste, Tempel und Befestigungsmauern in Borsippa, Uruk, Ur, Larsa, Sippar und Babylon errichten. In diesem Zusammenhang erwähnte Nebukadnezar II. neu eingesetzte Gottesopfer in den erstellten Bauwerken. Besonders die Erweiterung der Stadt Babylon wird hervorgehoben. In den sehr ausführlichen Berichten wird seine tiefe religiöse Einstellung gegenüber Marduk und Nabu sichtbar. Die militärische Expansion wird mit den Worten umschrieben:

„Ferne Länder, entlegene Gebirge vom oberen Meer bis zum unteren Meer, schwierige Wege, verschlossene Pfade, wo der Schritt schwer wird und der Tritt verwehrt ist, durstreiche Strecken wurden durchzogen und die Unbotmäßigen getötet, Feinde gefangen, das Land habe ich recht geleitet und das Volk üppig gedeihen lassen“

Durch die Eroberung des assyrischen Ninive im Jahr 612 v. Chr. hatte Babylon bereits unter Nabopolassar einen großen Gebietszuwachs erfahren, der Nebukadnezar II. vor große logistische Probleme stellte. Die Hauptstadt Babylon bildete nun geographisch nicht mehr den Mittelpunkt des babylonischen Reichs und lag weit entfernt von den neu zugefallenen Gebieten. Über den schiffbaren Euphrat konnte Nebukadnezar II. die Transportprobleme weitestgehend beheben. Probleme bereitete hingegen die Levante, die militärisch nur schwer im Griff zu halten war.
Nebukadnezar II. unternahm traditionsgemäß jedes Jahr Feldzüge in aufständische Krisenregionen. Auf einem sechsseitigen Tonprisma, das nur unvollständig erhalten ist, werden die Tribut zahlenden Regionen benannt, die in den Jahren 604 bis 595 v. Chr. von Nebukadnezar II. militärisch bezwungen wurden: Mazamua (nordöstlich von Arrapcha), Aschdod, Gaza, Sidon, Tyros und Aruad. Der Name Jerusalem fehlt in dieser Aufstellung, was aber nicht ausschließt, dass Jerusalem auf den fehlenden Teilstücken genannt wurde. Keilschriftlich wird 598 v. Chr. ein Feldzug Nebukadnezars im neunten Monat in die Provinz Jechuda/Jekuda erwähnt. In den Jahrzehnten danach tauchen hebräische Namen in babylonischen Urkunden auf. Die erwähnten Personen stammten allesamt aus der Oberschicht und verfügten über größere Vermögen.

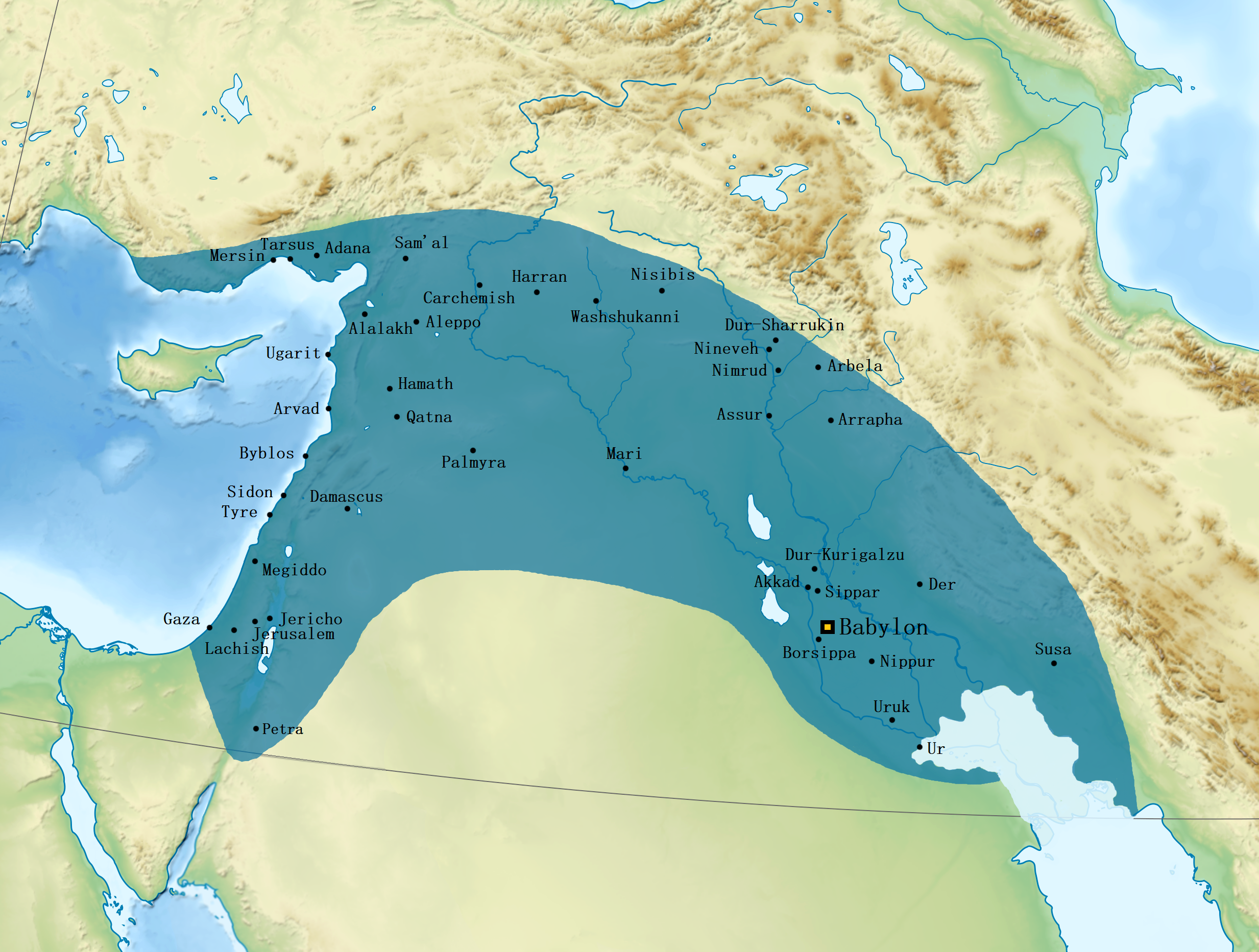
Ungefähre territoriale Ausdehnung des Neubabylonischen Reiches unter Nabū-kudurrī-uṣur II.

Die biblische Erwähnung einer Massendeportation sowie des Raubes der Jerusalemer Tempelschätze wurde durch archäologische Schriften bestätigt. Archäologische Untersuchungen verweisen auf den Ausbau von Häusern der privilegierten Schicht sowie durch Nebukadnezar II. vorgenommene Landzuteilungen an die ärmere Bevölkerung. Gedalja aus Mizpa wurde als Statthalter in Jerusalem eingesetzt und nach nur sieben Monaten von Jischmael, der dem Heer des soeben untergegangenen Königshauses der Davididen angehörte, ermordet. Die archäologischen Grabungen bestätigen, dass es zu Gedaljas Zeiten eine gut funktionierende Verwaltung gab. Eine zweite Deportation zu Zeiten Zedekias um 587/586 v. Chr. im Zuge der erneuten Eroberung Jerusalems wird durch Schriftfunde nicht belegt. Ob es sich um den biblischen Zedekia handelte, bleibt unklar, da der ersetzte König namentlich nicht in den erhaltenen Keilschrifttexten genannt wird.
Militärische Bedrohungen hatte Nebukadnezar II. zunächst nicht zu fürchten. Das mächtige Assyrische Reich hatte bei seinem Regierungsantritt de facto aufgehört zu bestehen. Die nachhethitischen Staaten, die Lyder oder die Urartäer aus Ḫatti (Kleinasien) waren zu schwach bzw. nicht expansionsorientiert, um ihn zu gefährden. Ägypten meldete dagegen immer wieder Ansprüche auf die Gebiete Judäa, Galiläa, Samaria und Nordsyrien an, konnte kurzzeitig errungene Erfolge aber nicht langfristig aufrechterhalten. 605 v. Chr. erlitten die Ägypter mit Unterstützung der verbliebenen Assyrer in der Schlacht bei Karkemiš eine empfindliche Niederlage. Das Reich Elam stellte seit Zerstörung der Hauptstadt Susa im Jahr 630 v. Chr. durch Assurbanipal keine Bedrohung mehr dar.

## Medische Mauer
Erste Gefahren drohten Nebukadnezar II. durch die ehemals verbündeten Meder, die in babylonischen Quellen auch als Umman-Manda („Irgendwo-da-Land“) beschrieben werden. Er ließ deshalb einen Wall, die sogenannte Medische Mauer, auf der West-Ost-Strecke von Sippar bis nach Opis am Tigris errichten. Bis zum Ende seiner Regierungszeit stellten die Meder keine Gebietsansprüche an Babylon. Weitere Kriegsberichte bis zum Tod von Nebukadnezar II. fehlen, was auf eine relativ sichere Zeit hindeutet.

## Berühmte Bauwerke der Zeit Nebukadnezars II.
- Das Ischtar-Tor war ein Teil des Gesamtkomplexes der berühmten Mauern von Babylon, die die Stadt als Festungsgürtel umschlossen und in den älteren Überlieferungen als das zweitälteste der sieben Weltwunder der Antike beschrieben wurden. Eine erste Erwähnung dazu geht etwa 450 v. Chr. auf den antiken griechischen Geschichtsschreiber Herodot zurück, während sie nach Zerstörung und Verfall endgültig durch Gregor von Tours im 6. Jahrhundert von der Liste entfernt wurden. Nach den Ausgrabungen des Deutschen Robert Koldewey besaßen die Stadtmauern einen Umfang von 18 km. Im Berliner Pergamonmuseum ist heute das Ischtar-Stadttor als Schlusspunkt einer für damalige Verhältnisse sehr großen Prozessionsstraße zu besichtigen, das mittels glasierter Originalziegel rekonstruiert wurde. Eine Kopie der Berliner Rekonstruktion steht seit der Ära Saddam Hussein auch in Babylon.
- Der vor allem aus der Bibel bekannte Turmbau zu Babel (Babylon) wurde unter der Herrschaft Nebukadnezars vollendet. Die Zikkurat hatte eine Grundfläche von 91,48 × 91,66 m und eine Höhe von etwa 91 m und wurde Etemenanki genannt. Alexander der Große ließ den bei der Eroberung durch den Perserkönig Xerxes I. (486–465 v. Chr.)[6] teilweise zerstörten Turm im Frühjahr 323 v. Chr. vollständig abtragen, mit der Absicht, ihn wieder neu zu errichten. Am Wiederaufbau arbeiteten 10.000 Männer zwei Monate.[6] Die Fertigstellung unterblieb, da Alexander kurz darauf im Alter von 33 Jahren starb. Das erhaltene Fundament des Turms wurde bereits 1913 durch Koldewey nachgewiesen. Vorstellung Koldeweys zur Rekonstruktion des Turmes von Babylon

Vorstellung Koldeweys zur Rekonstruktion des Turmes von Babylon

- Die Hängenden Gärten der Semiramis zu Babylon (eines der bis heute rezipierten antiken Weltwunder) sollen von Nebukadnezar für seine Frau Amyitis, die aus einem „grünen“ Persien kam,[7] geschaffen worden sein, was bis heute, trotz durchaus schlüssiger Ausgrabungen von Robert Koldewey, nicht abschließend geklärt werden kann. Der historische Bauforscher und Archäologe ließ in Babylon einen einzigartigen Gewölbebau ausgraben, bestehend aus 14 Kammern, die mit meterdicken und mit Asphaltmörtel und Bleiblech versiegelten Decken versehen waren. Außerdem wurde unter anderem ein Aufzug zur Bewässerung im Paternoster-Prinzip zu einem an dieser Stelle ungewöhnlichen Brunnen gefunden. Bekannt ist bisher, dass die „Hängenden Gärten“ zuerst von Philon von Byzanz im 3./2. Jahrhundert v. Chr. erwähnt wurden. Herodot erwähnte das Bauwerk in seinen Reiseberichten nicht. Allerdings erwähnt er die Semiramis in seinem Werk (Historien I,184) als mystische Königin, die ganz Asien regiert haben soll. Sehr wahrscheinlich wurde das Werk erst in der Neuzeit der Semiramis zugesprochen.

„Der Park erstreckte sich auf jeder Seite über 120 Meter, und da der Aufgang zu dem Garten hangartig geneigt war und die einzelnen Teile des Bauwerkes stufenartig voneinander abgesetzt waren, glich das Ganze in seinem Erscheinungsbild einem Theater.“

## Nebukadnezar II. in der Bibel

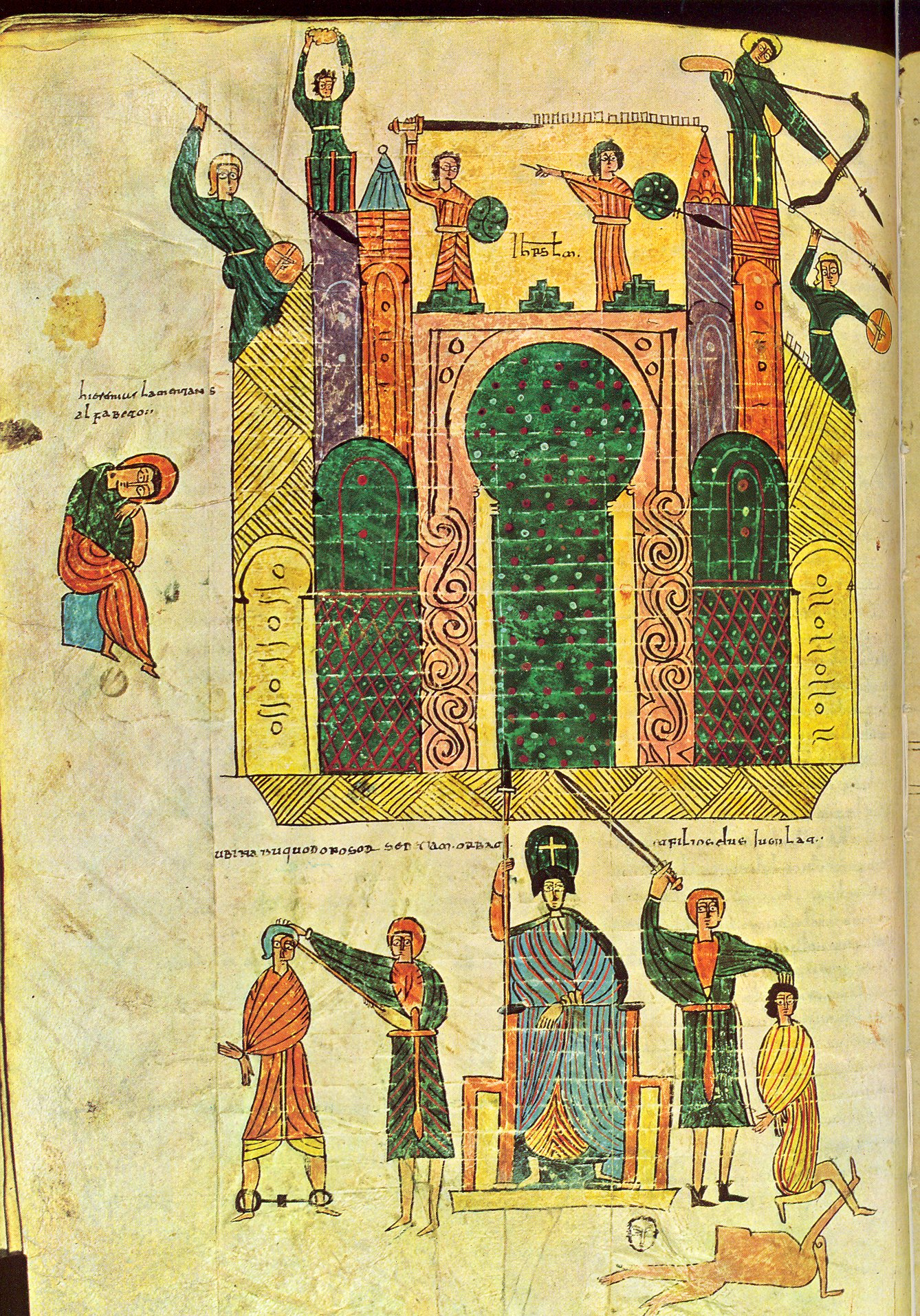
Christliche Darstellung aus dem 11. Jahrhundert zur Eroberung Jerusalems durch Nebukadnezar II. (Beatus von Urgell, illuminierte apokalyptische Handschrift)

In der hebräischen Bibel erscheint auch die Schreibweise Nebukadrezar/Nebukadressar. Nebukadnezar II. spielte infolge der Eroberung Jerusalems 597 v. Chr. eine wichtige Rolle in der Bibel. Sein Name wird darin 91-mal erwähnt. Er wird einerseits als Tyrann, andererseits durch die Propheten als Werkzeug Gottes zur Bestrafung der Sünden Israels dargestellt.
Nach Jeremia 24,1  und 29,1–2  schickte er den Sohn Jojakims, Jojachin, nach der Einnahme Jerusalems ins Exil nach Babylon und setzte dann Zedekia als König ein (Jer 37,1 ). Dieser Vorgang wird durch den archäologischen Fund einer Tontafel gestützt, die heute im British Museum (siehe unter Weblinks) aufbewahrt wird.
Nach einem Treuebruch (Gotteseid) König Zedekias eroberte das babylonische Heer am 23. Juli 587 v. Chr.greg. (9. Du’uzu) erneut Jerusalem. Daraufhin wurden dessen Söhne vor seinen Augen hingerichtet, er selbst anschließend geblendet und in Ketten nach Babylon geführt (2 Kön 25,4–7 ). Eine übliche Strafe bei Bruch des Gotteseides war die Hinrichtung. Er blieb dagegen bis zu seinem Tode in Gefangenschaft (Jer 52,6–11 ). Berichten der rabbinischen Geschichtsschreibung zufolge wurde ihm von Nebukadnezar im Laufe seiner 40 Jahre dauernden Gefangenschaft auch eine neue Frau zugeführt.
Die in und um Babylon angesiedelten Judäer assimilierten sich wohl recht schnell in die babylonische Gesellschaft. So tauchen relativ bald jüdische Namen auf Inschriften auf, die belegen, dass die Judäer im Hofstaat und im Militär Nebukadnezars Karriere machen konnten. Ein Beispiel zu einem wohl angenehmen Leben in Babylon bietet dazu König Jojachin, der Vorgänger Zedekias. Als Nebukadnezar starb, erhielt er vom Nachfolger Amēl-Marduk nach dem etwa 37 Jahre währenden Exil die Freiheit. Trotzdem blieb er in Babylon und gilt als Begründer des Exilarchats.
Die Zeit des babylonischen Exils unter Nebukadnezar war für die jüdische Theologie außerordentlich fruchtbar. Es musste erklärt werden, warum der Tempel zerstört und das auserwählte Volk aus dem Heiligen Land vertrieben worden war. Die Schriften wurden erneut einer Redaktion unterzogen und der Monotheismus radikalisiert. In Jerusalem entstanden die ersten Synagogen.
Im Buch Daniel ist Nebukadnezar in den ersten vier Kapiteln einer der bedeutenden Protagonisten; als einziger, der in allen eine Rolle spielt, ist er eindeutig die Hauptperson des vierten Kapitels.
- Im ersten wird berichtet, wie Nebukadnezar Jerusalem belagert (605 v. Chr.) (Dan 1,1 LUT) und unter anderem Daniel und drei Freunde, als Angehörige der Oberschicht, deportieren lässt (Dan 1,3-4 LUT).
- Im zweiten Kapitel wird von einem Traum des Nebukadnezar berichtet, den nur Daniel (nach eigenem Bekunden aufgrund der Hilfe Gottes (Dan 2,27-28 LUT)) wiedergeben und interpretieren kann: Eine Statue stellt die Geschichte der Weltreiche bis zu ihrer Zerstörung durch ein vom Himmel kommendes Reich dar. Die Wiedergabe des Traums und die Auslegung führt Nebukadnezar zu einer Anerkennung des Gottes Daniels (Dan 2,47 LUT) und zum Aufstieg Daniels und seiner Freunde in der Hierarchie der Berater des Nebukadnezar (Dan 2,48-49 LUT).
- Im dritten Kapitel lässt Nebukadnezar eine goldene Statue errichten, die alle seine Beamten kniefällig verehren sollen, was die drei Freunde Daniels, Schadrach, Meschach und Abed-Nego, verweigern. Daraufhin werden sie in den dafür besonders stark beheizten (Ziegel-)Ofen geworfen, was sie aber überleben. Wieder sieht sich Nebukadnezar genötigt, den Gott Israels anzuerkennen (Dan 3,28-29 LUT).
- Im vierten Kapitel erzählt Nebukadnezar selbst in der Ich-Form von sieben Jahren des Wahnsinns, die als Strafgericht Gottes über ihn gekommen seien. Nachdem er Gott anerkannt habe, wäre sein Verstand zurückgekehrt und er habe seine Königsherrschaft wieder bekommen (Dan 4,31-34 LUT).

Diese Begebenheit wird in außerbiblischen Quellen dem Nabonid zugeordnet (siehe dazu den Hauptartikel Gebet des Nabonid).
Eine legendäre Erzählung, die im deuterokanonischen Buch Judit beschrieben wird, berichtet von einer Strafexpedition des Nebukadnezar, der hier allerdings König von Assyrien ist, gegen das Südreich Juda. Judit rettete ihre Heimatstadt, indem sie sich als Überläuferin ausgab, nach einem Festmahl den feindlichen Heerführer Holofernes mit dessen eigenem Schwert tötete und so die Babylonier in die Flucht schlug. Diese Legende machte Judit zur Heldin Israels, und in der bildenden Kunst wird sie zur Vorlage (besonders in der Renaissance sehr beliebt) für Gemälde, Dramen, Opern und Gedichte.

## Rezeption
- Michelangelo Falvetti komponierte 1683 das Oratorium Il Nabucco (Nabucco ist die italienische Form des Königsnamens).
- Giuseppe Verdi komponierte 1841 seine bekannte Oper Nabucco.
- Die im Buch Daniel erzählte Geschichte, in der König Nebukadnezar eine goldene Statue errichten und alle verbrennen lässt, die sich weigern, vor ihr niederzuknien (Dan 3,5-6 LUT), ist Thema des Songs The Fourth Man In The Fire von Johnny Cash (Dan 3,25 LUT).
- Karlheinz Stockhausen schuf zu diesem Sujet seine Komposition Gesang der Jünglinge.
- Das Hovercraft-Schiff des Kapitän Morpheus aus der Film-Trilogie Matrix heißt „Nebuchadnezzar“.
- Die Champagner-Flasche mit 15 Litern Inhalt, was 20 regulären Flaschen entspricht, wird als Nebukadnezar, oft auch als Nabuchodonosor bezeichnet.
- Heinz Welten verfasste den historischen Roman Nebukadnezar. Der König der Könige, der 1923 in Berlin erschien.